# Панчатики, Бандино
Бандино Панчатики, реже: Панчатичи  (итал. Bandino Panciatichi, Bandino Panciatici; 10 июля 1629, Флоренция, Великое герцогство Тосканское — 21 апреля 1718, Рим, Папская область) — итальянский куриальный кардинал. Секретарь Священной Конгрегации по делам епископов и монашествующих с 1 октября 1686 по 7 октября 1689. Апостольский про-датарий с 7 октября 1689 по 4 декабря 1700. Латинский титулярный патриарх Иерусалима с 14 октября 1689 по 13 февраля 1690. Камерленго Священной Коллегии кардиналов с 3 февраля 1699 по 3 февраля 1700. Префект Священной Конгрегации Тридентского собора с 4 декабря 1700 по 21 апреля 1718. Кардинал-священник с 13 февраля 1690, с титулом церкви Сан-Томмазо-ин-Парионе с 10 апреля 1690 по 8 августа 1691. Кардинал-священник с титулом церкви Сан-Панкрацио-фуори-ле-Мура с 8 августа 1691 по 19 февраля 1710. Кардинал-священник с титулом церкви Санта-Прасседе с 19 февраля 1710 по 21 апреля 1718. 